# Турбацил
Турбацил — струмок (річка) в Україні у Тячівському районі Закарпатської області. Права притока річки Турбат (басейн Дунаю).

## Опис
Довжина струмка приблизно 6,00 км, найкоротша відстань між витоком і гирлом — 4,42  км, коефіцієнт звивистості річки — 1,27 . Формується багатьма гірськими струмками.

## Розташування
Бере початок на південно-західних схилах гори Пантир (1213 м) в урочищі Малі Рогодзи. Тече переважно на південний захід і на східних схилах гори Латундур (1443,6 м) впадає у річку Турбат, ліву притоку річки Брустурянки.

## Цікаві факти
- Від витоку струмка на північно-західній стороні розташована гора Ур'я (1447,6 м)[1].